# Ås, Ljustorp

Ås är en liten by i Ljustorps socken i Timrå kommun, Medelpad. Här finns framförallt boende hus och ett företag som heter TomatÅs. TomatÅs odlar och säljer tomater och grönsaker i sin egen gårdsbutik. Dessutom driver familjen också Café Pomodoro.
Ås omtalas i dokument 1535. Storskifte förrättades 1759 på inägorna och 1779 på skogsmarken. Byn bestod då av två gårdar. 1905 förrättades laga skifte på byns hemskog.